# Selago lilacina
Selago lilacina är en flenörtsväxtart som beskrevs av O.M. Hilliard. Selago lilacina ingår i släktet Selago och familjen flenörtsväxter. Inga underarter finns listade i Catalogue of Life.